# ゴータ郡
ゴータ郡 (ドイツ語: Landkreis Gotha)は、ドイツ連邦テューリンゲン州の郡。
東に州都エアフルトと接する。
郡都はゴータ。

## 歴史
1640年、神聖ローマ帝国のザクセン＝ヴァイマル公国の一部を分離し、ザクセン＝ゴータ公国が建国された。
後に周囲の公国から領土を割譲された。
1680年、ザクセン＝ゴータ公国は7つの公国に分割され、ゴータ郡の領域はザクセン＝ゴータ＝アルテンブルク公国が統治した。
1825年、フリードリヒ4世の崩御によって、公国はザクセン＝ヒルトブルクハウゼン公国とザクセン＝コーブルク＝ゴータ公国に分割された。
1918年、ドイツ革命によってドイツ帝国が滅亡すると、南部のコーブルクはバイエルン州に、北部のゴータ郡はテューリンゲン州に編入された。
1922年10月1日、ヴァイマル共和政府はゴータを中心に、オーアドルフとヴァルタースハウゼンを統合してゴータ郡が設置された。後に南のオーバーホーフも併合した。
1933年、ナチス政府によって自治権が奪われた。
第二次世界大戦後は、アメリカ軍と後にソ連軍がヴァイマル時代の行政機構を回復した。
1946年、郡に複数の自治体が追加・除外された。
1949年、東ドイツの一部になった。
1950年、範囲が変更された。
1952年、行政改革が行われた。
1990年5月、1946年以来初の自由選挙がテューリンゲン州で行われ、その結果10月には自由州となった。
1993年、地方政府の権力が公的に保証された。
1994年、旧東ドイツの複数の町が郡に加わった。

### 人口
- 1925年：10万4178人
- 1933年：10万6262人
- 1939年：11万1101人
- 1994年：14万8437人
- 1995年：14万8373人
- 1996年：14万8868人
- 1997年：14万9532人
- 1998年：14万9625人(人口最大)
- 1999年：14万9491人
- 2000年：14万8527人
- 2001年：14万7418人
- 2002年：14万6632人
- 2003年：14万5383人
- 2004年：14万4833人
- 2005年：14万3745人
- 2006年：14万2491人
- 2007年：14万1405人
- 2008年：14万41人
- 2009年：13万8857人
- 2010年：13万8056人
- 2011年：13万7340人
- 2012年：13万5376人
- 2013年：13万5155人
- 2014年：13万5381人
- 2015年：13万6831人
- 2016年：13万5430人[2]

## 姉妹都市
- マイン＝キンツィヒ郡(ヘッセン州)

## 紋章
- 上部：フリーデンシュタイン城（英語版）(ゴータ市最大のバロック建築)
- 中央の波線：レイナ運河(1366年～1369年に建設され、Schönauとゴータ市を結ぶ)
- 下部の星：ザクセン＝ゴータ＝アルテンブルク公国の象徴
- 1991年6月28日採択

## 主要自治体
人口は2018年12月31日の値。
- ゴータ市：4万5733人(郡都)
- ヴァルタースハウゼン（英語版）：1万2973人
- オーアドルフ：9784人
- フリードリッヒローダ（英語版）：7275人
- タンバッハ＝ディータルツ（英語版）：4276人